# 交流城 (阿拉巴馬州)
交流城（英語：Intercourse）是一個位於美國阿拉巴馬州薩姆特縣的非建制地區。該地的面積和人口皆未知。

## 地理
交流城的座標為32°24′59″N 88°14′25″W / 32.41639°N 88.24028°W，而該地的平均海拔高度為107米（即351英尺）。